# Nothing Is Easy: Live at the Isle of Wight 1970
Nothing Is Easy: Live at the Isle of Wight 1970 è un album della band progressive rock inglese Jethro Tull, pubblicato nel 2004.

## Il disco
Come suggerisce il titolo, il disco non è altro che la registrazione del concerto tenuto dalla band durante il festival dell'Isola di Wight nel 1970.
Così com'era accaduto due anni prima con Living with the Past anche in questo caso il CD è accompagnato dall'omonimo DVD che è stato però pubblicato più tardi, nel marzo 2005 e contenente i seguenti pezzi: My Sunday Feeling, A Song for Jeffrey, My God, Dharma for One, Nothing Is Easy.

## Tracce
1. My Sunday Feeling – 5:20
2. My God – 7:31
3. With You There to Help Me – 9:58
4. To Cry You a Song – 5:40
5. Bourée – 4:34
6. Dharma for One – 10:10
7. Nothing Is Easy – 5:36
8. We Used to Know / For a Thousand Mothers – 10:36

## Formazione
- Ian Anderson - voce, flauto traverso, chitarra acustica
- Martin Barre - chitarra elettrica
- John Evan - tastiere
- Clive Bunker - batteria, percussioni
- Glenn Cornick - basso